# Crescentaleyrodes fumipennis
Crescentaleyrodes fumipennis là một loài côn trùng cánh nửa trong họ Aleyrodidae, phân họ Aleyrodinae.
Crescentaleyrodes fumipennis được Hempel miêu tả khoa học đầu tiên năm 1899.